# نانا سميث
نانا سميث (باليابانية: 宮城ナナ) مواليد 10 أبريل 1971 في سياتل، واشنطن، الولايات المتحدة، هي لاعبة كرة مضرب يابانية سابقة بدأت مسيرتها كمحترفة سنة 1988 وكانت تلعب باليد اليمنى، اعتزلت اللعب في 21 مارس 2006. أعلى تصنيف لها في الفردي كان المركز الـ 51 في سنة 1995. أعلى تصنيف لها في الزوجي كان المركز الـ 12 في سنة 1997. سبق أن شاركت في دورة الألعاب الأولمبية الصيفية.

## النهائيات

### الفردي: 1 (0–1)
| الحصيلة | الرقم | التاريخ        | الدورة              | الأرضية | المنافس      | النتيجة  |
| الوصافة | 1.    | 13 أكتوبر 1996 | سورابايا، إندونيسيا | صلبة    | وانغ شي تينغ | 4–6, 0–6 |

## روابط خارجية
- نانا سميث على موقع رابطة محترفات التنس (الإنجليزية)
- نانا سميث على موقع الاتحاد الدولي لكرة المضرب (الإنجليزية)
- نانا سميث على موقع كأس بيلي جين كينغ (الإنجليزية)
- نانا سميث على موقع خلاصة التنس.كوم (الإنجليزية)
- نانا سميث على موقع اللجنة الأولمبية الدولية (الإنجليزية)
- نانا سميث على موقع أوليمبيديا (الإنجليزية)